# Soudní souboj

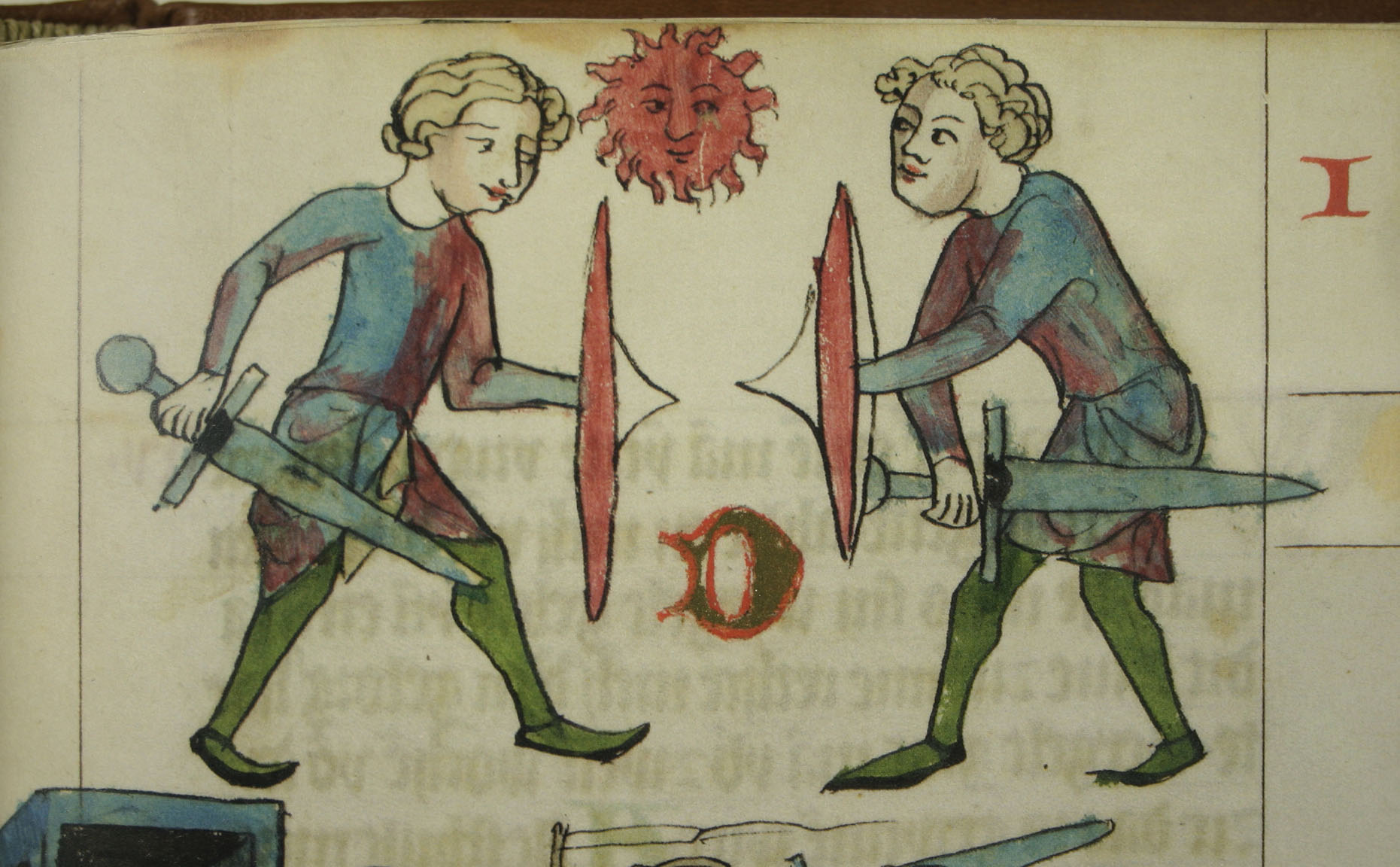
Vyobrazený soudní souboj v drážďanské rukopisu Saského zrcadla (14. století). Iluminace ilustruje i zásadu, že by ani jeden bojovník neměl bojovat v oslnění sluncem

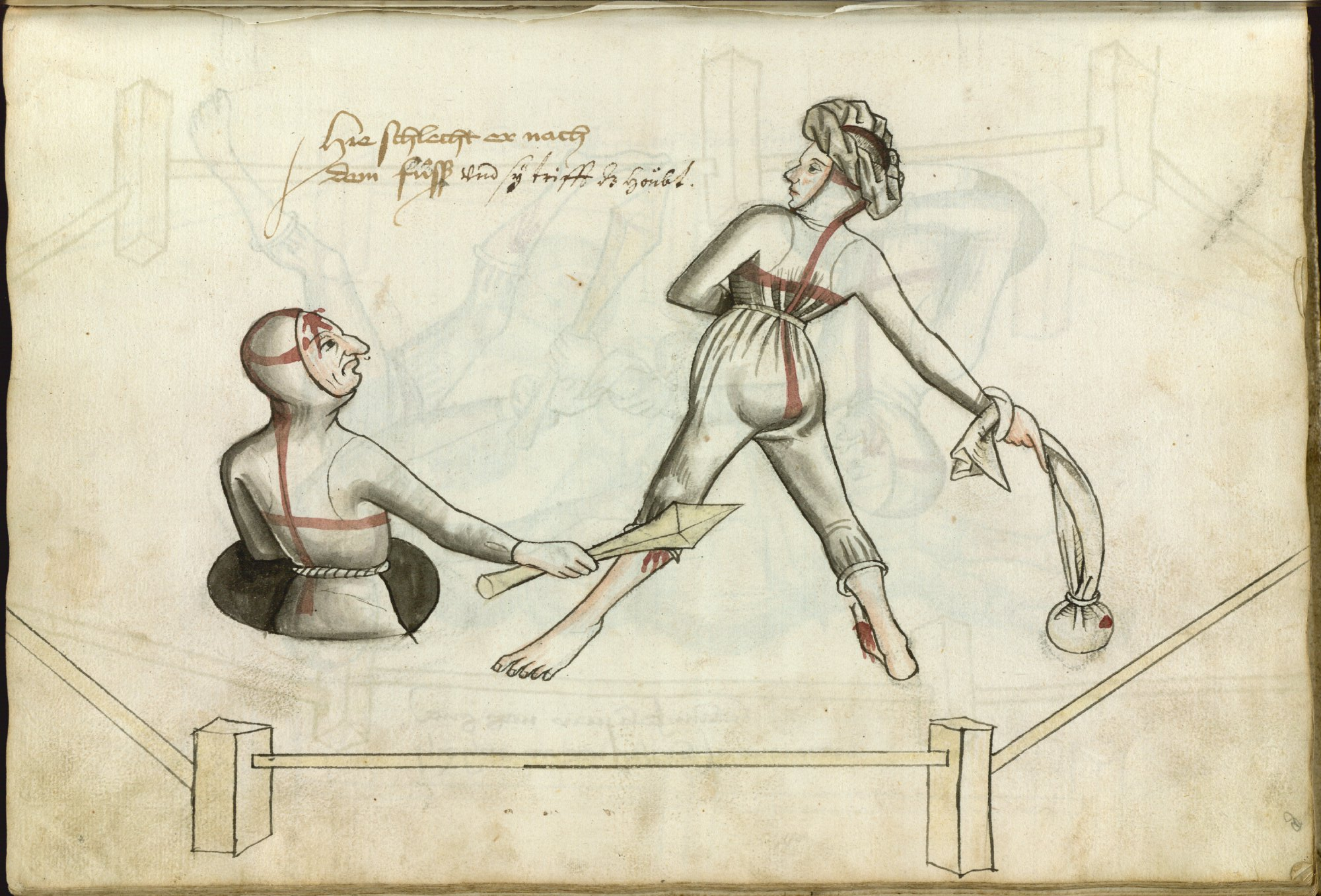
Souboj muže a ženy

Soudní souboj (také sedání, bitva, pole, latinsky duellum, judicium pugnae, campius) je souboj připouštěný při soudním řízení jako důkazní prostředek. Jednalo se o iracionální důkaz, ordál, kde se předpokládalo, že Bůh nenechá prohrát bojovníka, na jehož straně je pravda.

## Charakteristika
Bojovalo se zpravidla stejnými zbraněmi. Buď koňmo a s kopími (šlechtici), nejběžnější byl boj pěšky s meči a štíty, u nesvobodných se někde připouštěl jen boj kyji. Pravidla souboje často upravovala účast objektivně slabších soupeřů (žen, nezletilých), ti mohli buď zvolit zástupce, nebo byl muž znevýhodněn (bojoval po pás v jámě).
Souboje se vyvinuly v starém germánském právu zřejmě v souvislosti se snahou o formalizování krevní msty (ovšem dostaly se i do jiných právních okruhů, například do Anglie se dostaly s Normany). Přístup k soubojům od autorit (světských a duchovních) kolísal. Ještě v raném novověku byly v Evropě soudní souboje doloženy, postupně jsou od soudů vytlačovány (u zemského soudu v Brně naposledy připuštěn soudní souboj v šraňkách roku 1549 a toho roku byl Ferdinandem I. zapovězen), nicméně často figurovaly jako mimosoudní řešení sporů.